# ريغي تايلور
ريغي تايلور (بالإنجليزية: Reggie Taylor)‏ هو لاعب كرة قاعدة أمريكي، ولد في 12 يناير 1977 في نيوبيري في الولايات المتحدة.

## وصلات خارجية
- ريغي تايلور على موقعبيزبول رفرنس.كوم (الدوري الرئيسي) (الإنجليزية)
- ريغي تايلور على موقعبيزبول رفرنس.كوم (الدوري الثانوي) (الإنجليزية)
- ريغي تايلور على موقع مشجعي الرسوم البيانية (الإنجليزية)